# Rob Slotemaker
Adriaan Robert Slotemaker, dit Sloot, né le 13 juin 1929 à Jakarta et mort le 16 septembre 1979 sur le circuit de Zandvoort à l'âge de 50 ans, était un pilote automobile néerlandais amateur sur circuits, à bord de voitures de tourisme et de Grand Tourisme, mais aussi de monoplaces -essentiellement en Formule 3-, ainsi qu'en rallye.

## Biographie

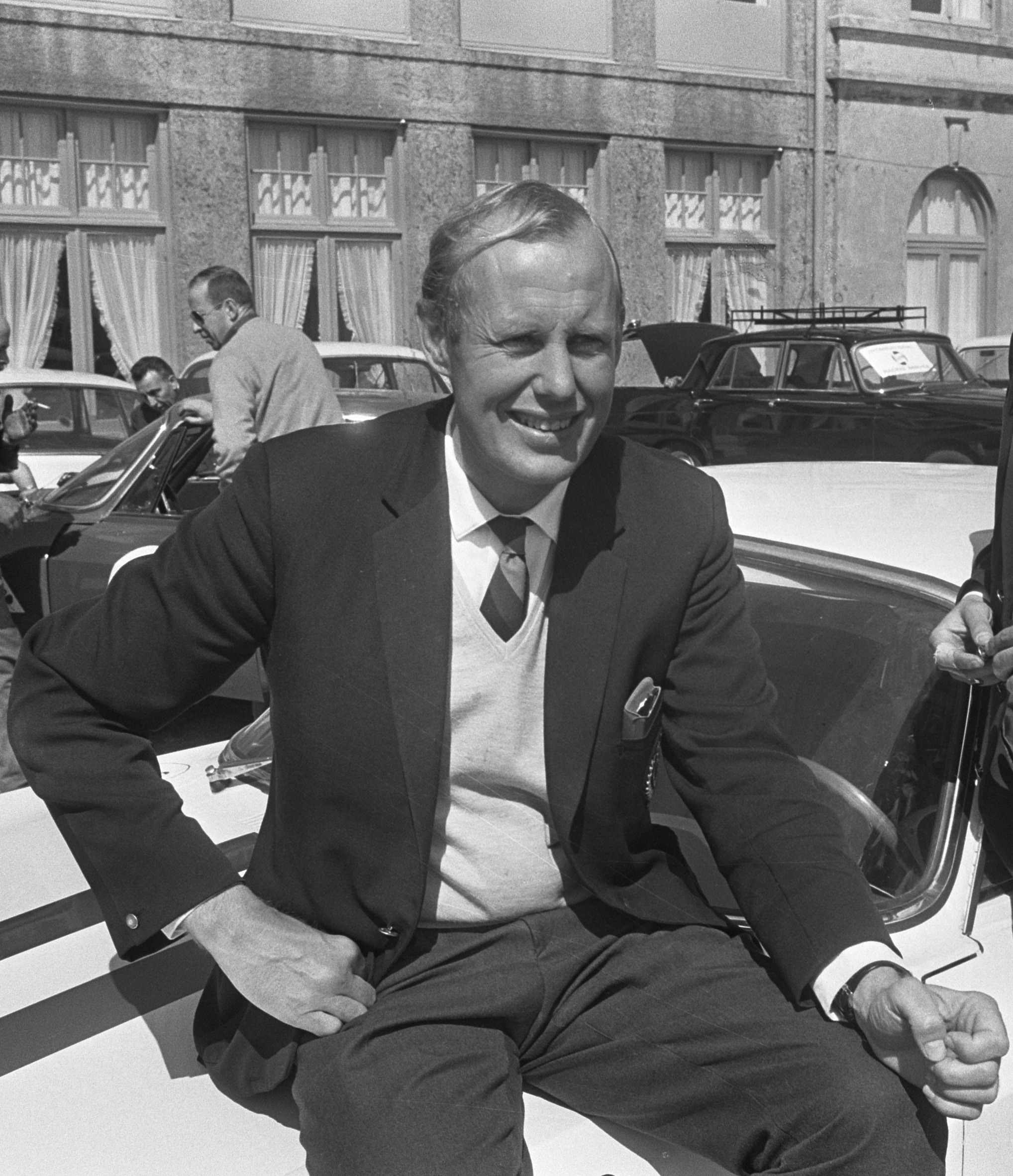
Rob Slotemaker en 1966.

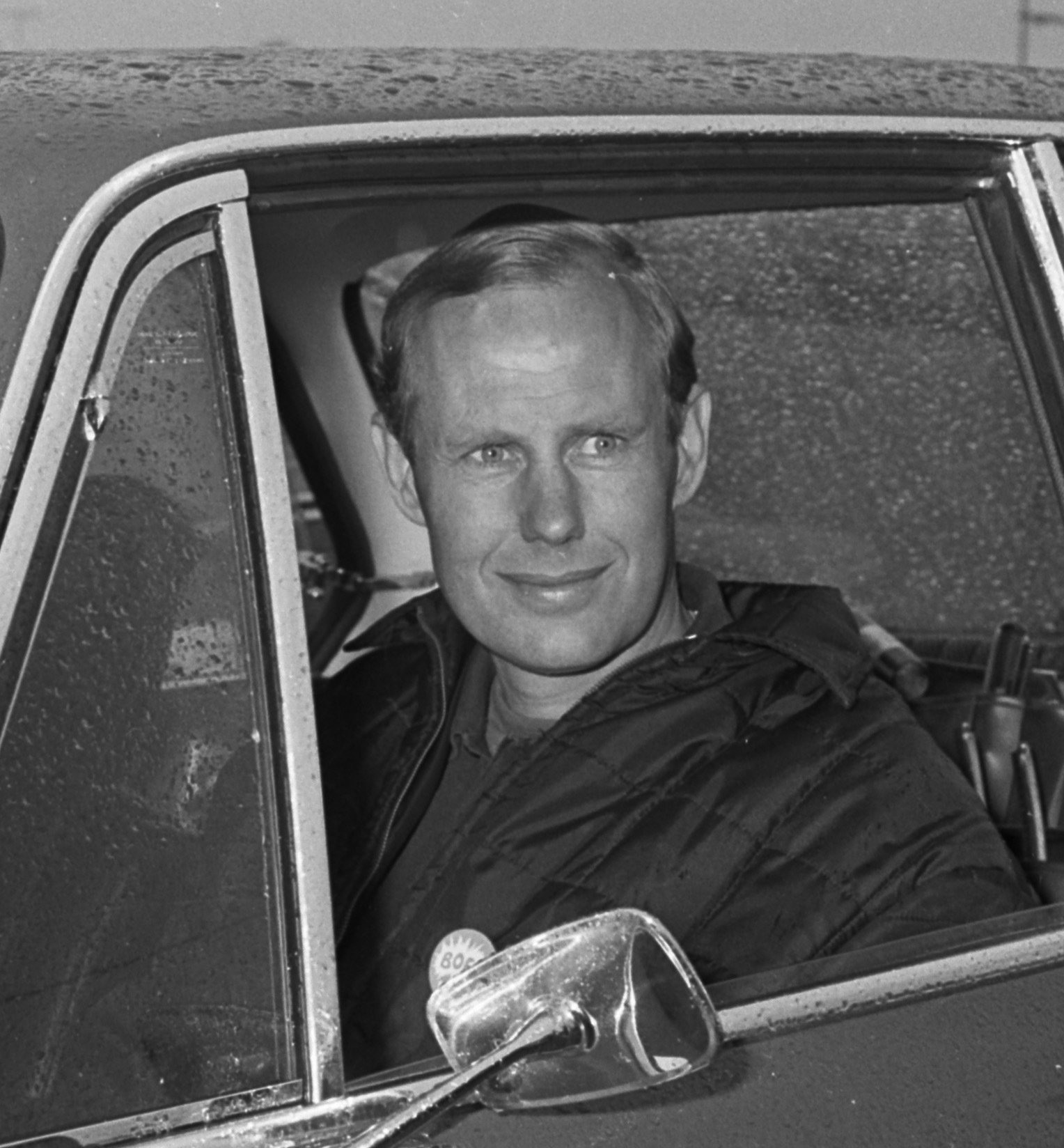
Rob Slotemaker en 1968.

En 1954 il fonde une école de pilotage, où évolue entre autres comme instructeur Wim Loos, qui décèdera lors des 24 Heures de Spa en 1967. Jan Lammers en 1988 sera issu de sa structure, qui subsiste malgré son décès.
Sa carrière personnelle en sport automobile s'étale du milieu des années 1950 (première participation au rallye Monte-Carlo en 1954) à 1979.
En 1963, il termine sixième des 3 heures de Mallory Park sur BMW 700 avec son équipier hollandais Leo Hans von Veh il obtient deux victoires de division en Championnat d'Europe FIA des voitures de tourisme (ETCC, sur Austin Mini Cooper, à Zolder et à Zandvoort. En 1964, il remporte la Coppa inter-Europa (de 3 Heures) sur Porsche 904 GTS dans le cadre du Championnat du monde des voitures de sport avec Ben Pon son partenaire habituel au sein du Racing Team Holland, et il est sixième des 1 000 kilomètres de Paris ainsi que septième des 12 Heures de Reims. Il finit encore quatrième avec Pon des 1 000 kilomètres de Monza la saison suivante.
En 1964 également, Ken Tyrrell le fait courir dans son équipe alors naissante, en Formule Junior. En 1966, Tim Parnell lui fait faire des essais sur une Lotus 33 F1 à Silverstone, mais sa suspension avant casse et il est victime d'un grave accident
En 1969, il réussit une victoire de classe lors du rallye Monte-Carlo sur BMW 2002 Ti, ainsi qu'une deuxième place au rallye des Tulipes et en championnat tourisme des Pays-Bas, avec le même modèle bavarois.
Il participe à cinq reprises aux 24 Heures du Mans entre 1961 et 1969, les trois premières fois comme pilote officiel Triumph Motor Company, obtenant une onzième place à sa première apparition sur Standard Triumph avec Leslie Leston. En 1971, il participe au tournage du film Le Mans avec Steve McQueen.
Il meurt lors d'une manche de la coupe suédoise Camaro Superstar: après un premier accident de Michael Strauch, sa voiture percute celle des secours, lui entraînant une lésion fatale aux cervicales.